# Puente de Blackfriars
El puente de Blackfriars es un puente de Londres que atraviesa el Támesis, conectando el barrio de Blackfriars, en la City de Londres, con Bankside, en Southwark. Es uno de los cuatro puentes competencia del Lord Mayor de la City. En las proximidades de su orilla norte se encuentran la iglesia del Temple y los Inns of Court, mientras que en la sur se encuentran el Tate Modern y la Oxo Tower.

## Historia
El primer puente de arco de piedra de Portland fue inaugurado en 1769.
Tras las grandes renovaciones de la década de 1830, fue sustituido por el actual puente de hierro en 1869, de 281 m de longitud, diseñado por el ingeniero Joseph Cubitt. Se amplió de 21 a 32 m en 1907-1910.
El puente se hizo internacionalmente famoso en 1982, cuando el banquero italiano Roberto Calvi, expresidente del mayor banco privado de Italia, fue encontrado colgado de uno de sus arcos con cinco ladrillos y alrededor de 14000 dólares en tres monedas diferentes en sus bolsillos. La muerte de Calvi fue tratada inicialmente como suicidio, pero estaba huyendo de Italia acusado de desfalco y en 2002 los expertos forenses llegaron a la conclusión de que había sido asesinado por la Mafia, con la que estaba en deuda. En 2005, cinco presuntos miembros de la mafia fueron juzgados en un tribunal de Roma por el asesinato de Calvi, pero todos fueron absueltos en junio de 2007 por falta de pruebas.